# Зёйленбургский планетарий
Зёйленбургский планетарий (нидерл. Planetarium Zuylenburgh) — планетарий, основанный в 2009 году и расположенный в городе Ауд-Зёйлен провинции Утрехт в Нидерландах. Он представляет собой масштабную модель Солнечной системы, показывающую движения планет вокруг Солнца.
Планетарий построен на потолке имения Зёйленбург. Он является вторым сооружением такого рода в Нидерландах после Планетария Эйсе Эйсинги, который послужил моделью для его строительства и вдохновил его создание. При постройке Зёйленбургского планетария использовались оригинальные рисунки и записи Эйсе Эйсинги, а также его методика — планетарий изготовлен полностью вручную.

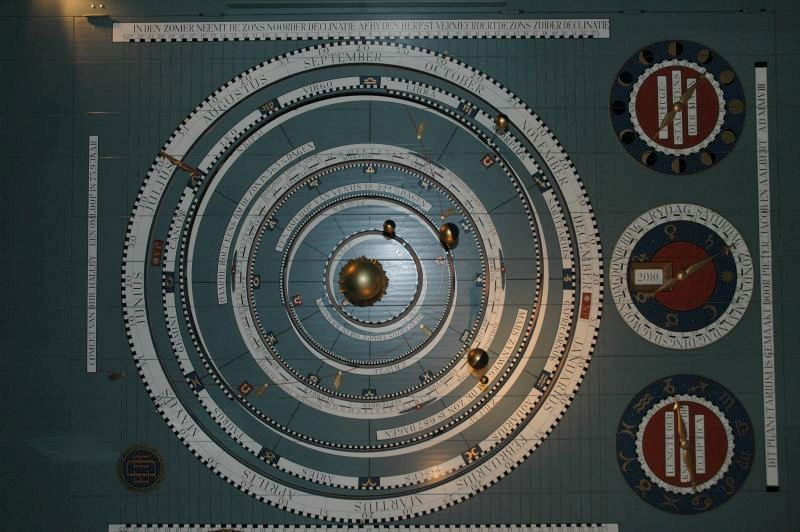
Обзор планетария на потолке дома

В конструкции планетария, кроме положения планет, указано положение Солнца, Луны и звёзд. Вся конструкция планетария приводится в движение часовым механизмом, планеты вращаются вокруг Солнца с их реальной скоростью (очень медленно и не видно человеческому глазу). Потолок дома расписан в соответствии с сохранившимися надписями на потолке планетария Эйсе Эйсинги.
Планетарий можно посетить только по предварительной записи, так как он находится в частном доме.